# خوزه مئولانز
خوزه مئولانز (به انگلیسی: José Meolans) (زادهٔ ۲۲ ژوئن ۱۹۷۸) شناگر اهل آرژانتین است.